# Goldene Acht

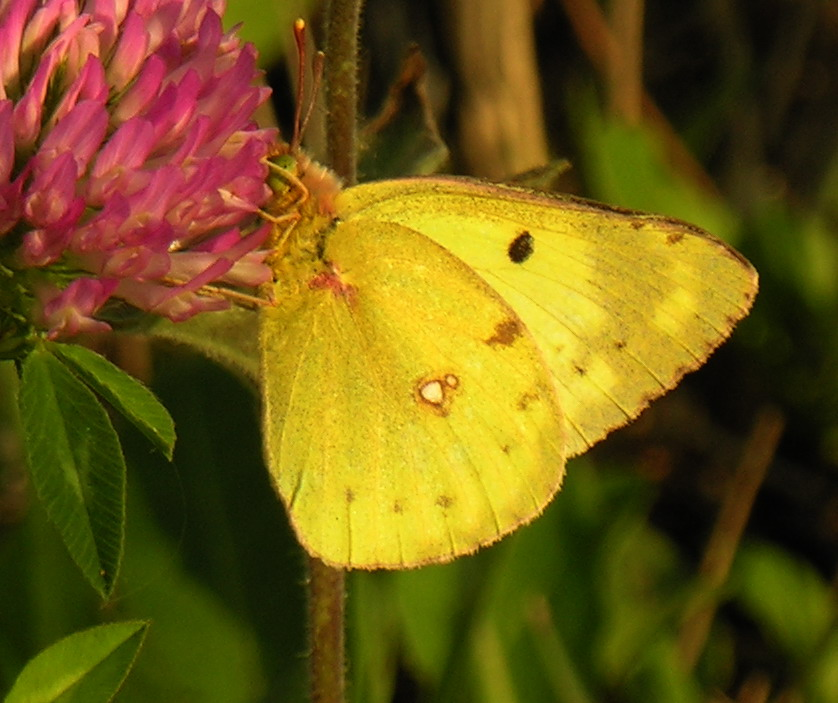
Männchen der Goldenen Acht

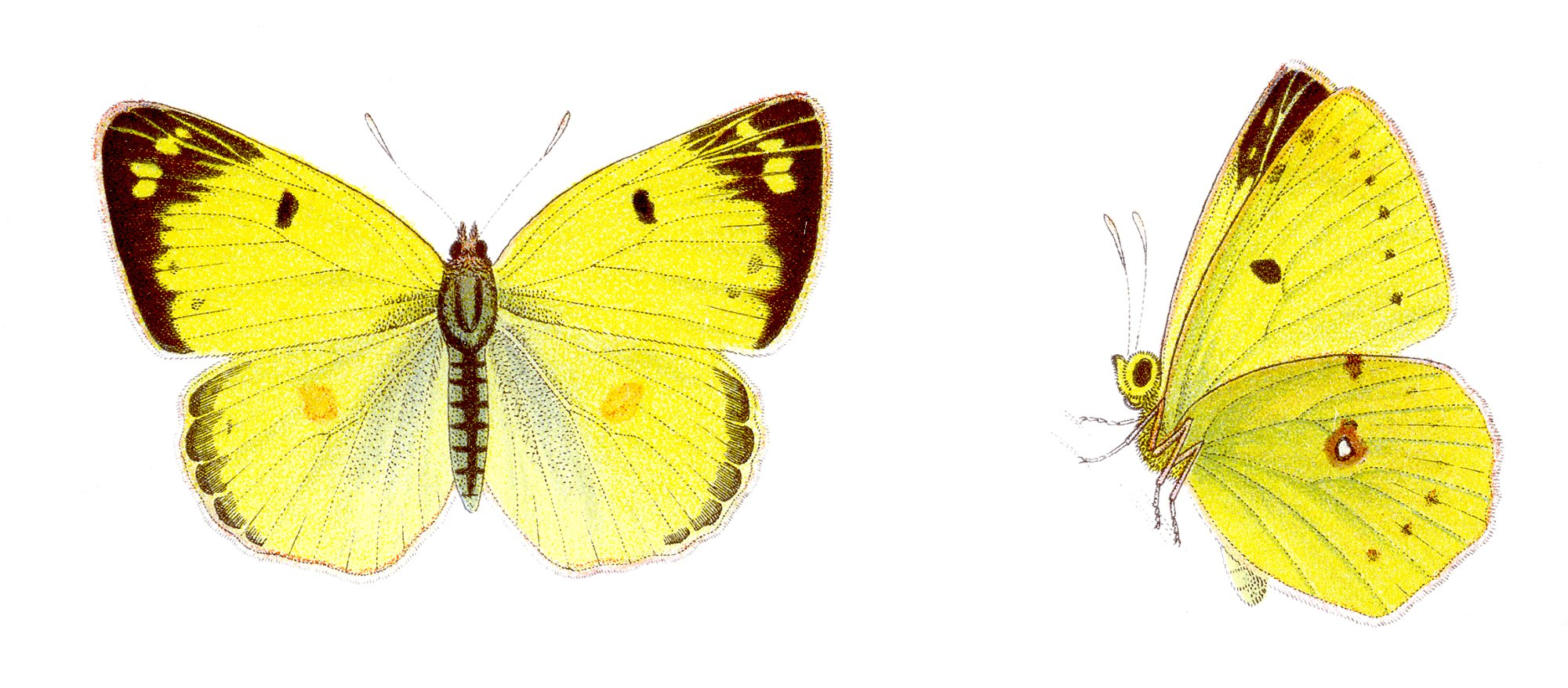
Die Goldene Acht aus Jacob Hübners Das kleine Schmetterlingsbuch: Die Tagfalter

Die Goldene Acht, auch Posthörnchen, Kleines Posthörnchen, Weißklee-Gelbling, Gemeiner Gelbling, Gelber Heufalter oder Gemeiner Heufalter (Colias hyale), ist ein Schmetterling (Wanderfalter) aus der Familie der Weißlinge (Pieridae) in der Unterfamilie der Gelblinge. Das Artepitheton leitet sich von einer Waldnymphe aus der griechischen Mythologie ab. Die in Aussehen und Größe sehr variable Art meidet heiße Gebiete und kommt von Westeuropa bis China vor.
Sie wurde von der Umweltstiftung BUND zum Schmetterling des Jahres 2017 gekürt.

## Merkmale

### Merkmale der Imagines
In Europa haben die männlichen Falter eine Flügelspannweite von 35 bis 40 mm und eine gelbe Grundfarbe. Die Weibchen haben eine Spannweite von 38 bis 42 mm und eine gelb-weiße Grundfarbe, nur die Spitze der Vorderflügel und die Hinterflügel sind auf der Unterseite gelblich. Die Flügeloberseite beider Geschlechter hat eine bestäubte dunkelbraune bis schwarze Randbinde, wobei diese auf den Hinterflügeln nur schmal ist. In der Zelle der Vorderflügel befindet sich auf der Ober- und Unterseite ein schwarzer Fleck. Die Männchen haben auf der Oberseite der Hinterflügel in der Zelle einen orangen Fleck mit rotem Rand, auf der Unterseite ist dieser Fleck hell und deutlicher rot umrandet. Dieser Fleck kann durch den roten Rand zweigeteilt sein, so dass er ähnlich wie bei anderen Gelblingen der Gattung Colias einer Acht ähnelt. Bei den Weibchen ist der orange Fleck auf der Oberseite der Hinterflügel nicht umrandet. Colias hyales ist in ihrem großen Verbreitungsgebiet recht variabel und bei Verhulst sind über 100 Formen beschrieben.

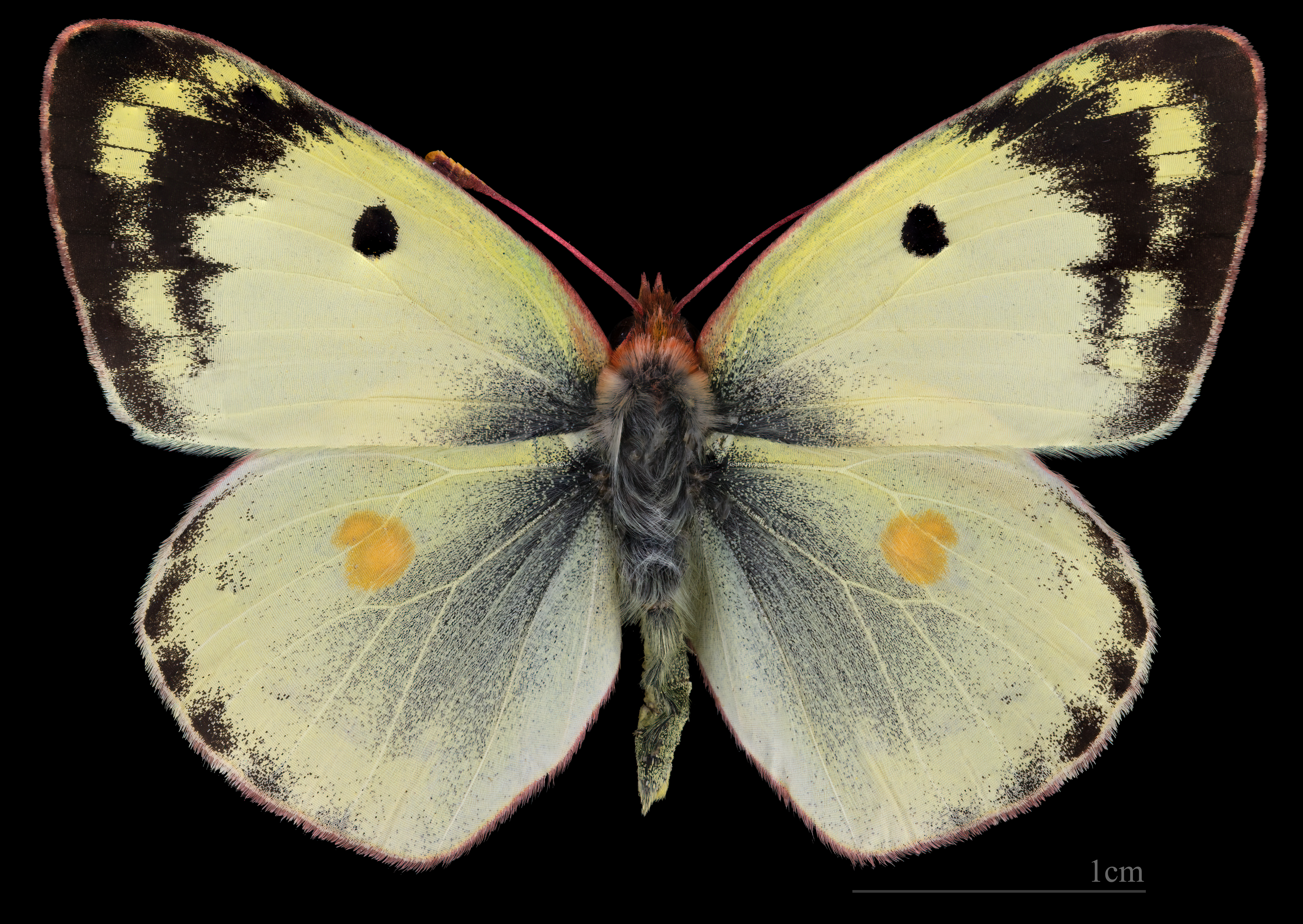
Colias hyale ♂
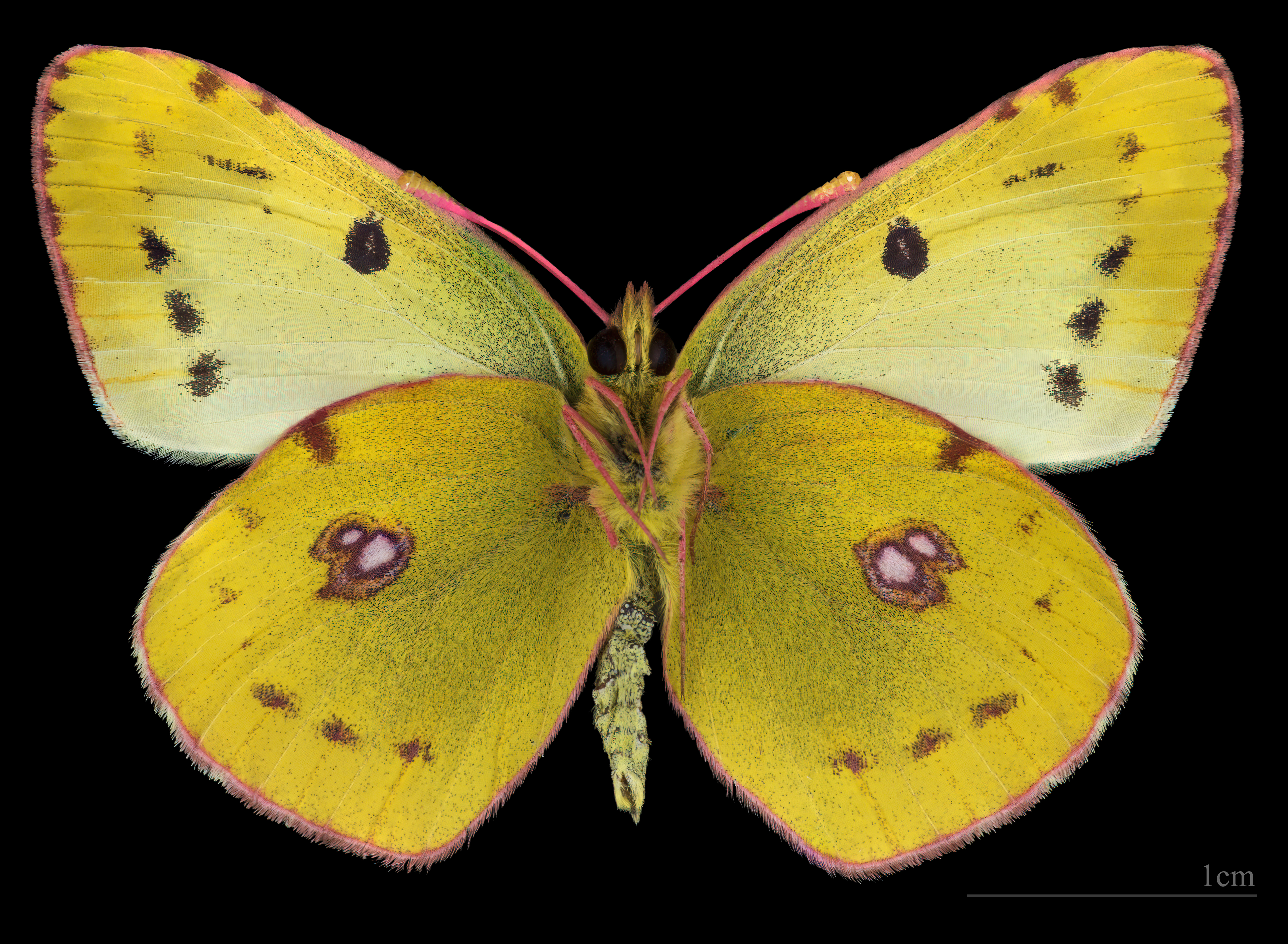
Colias hyale ♂ △
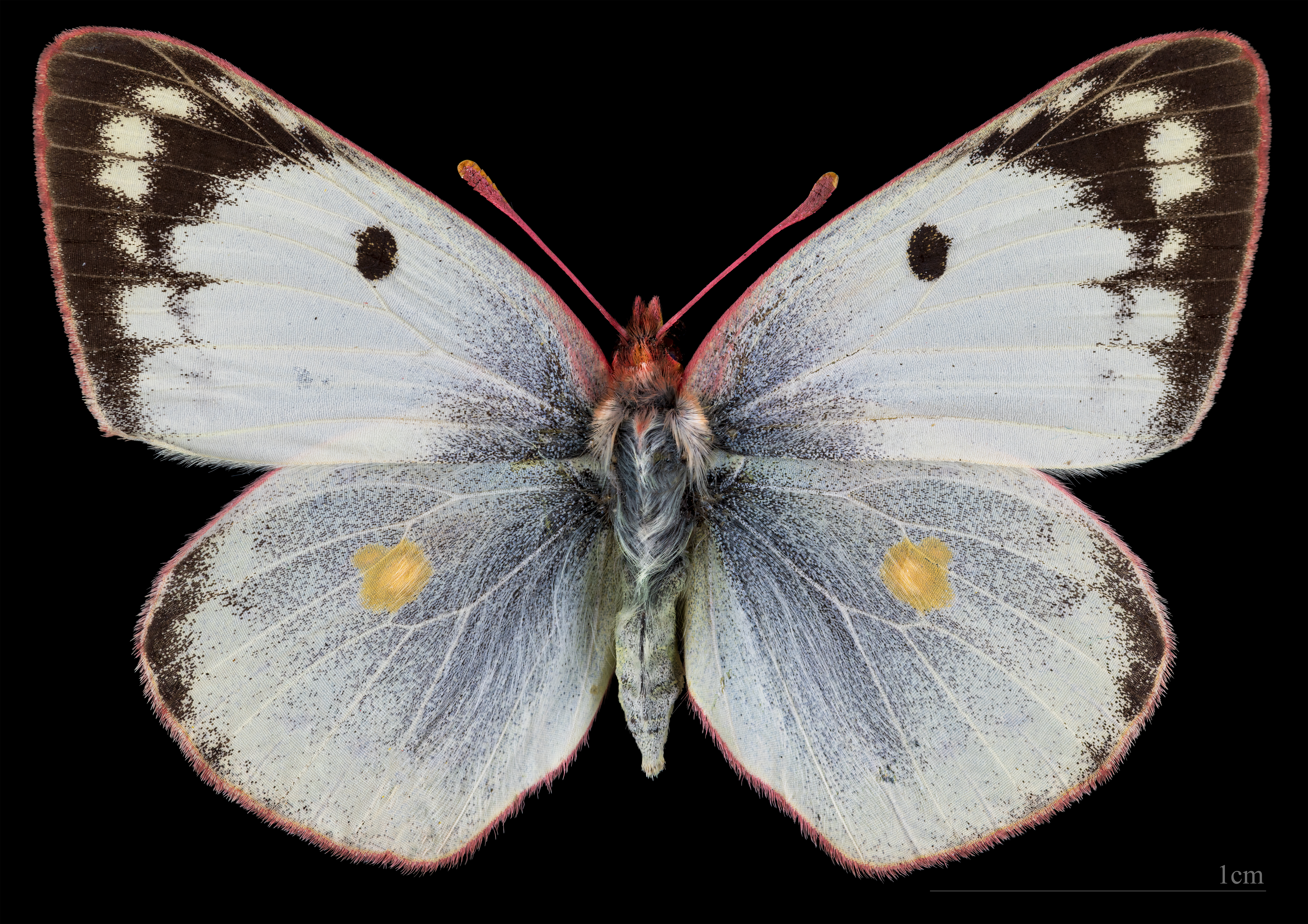
Colias hyale ♀
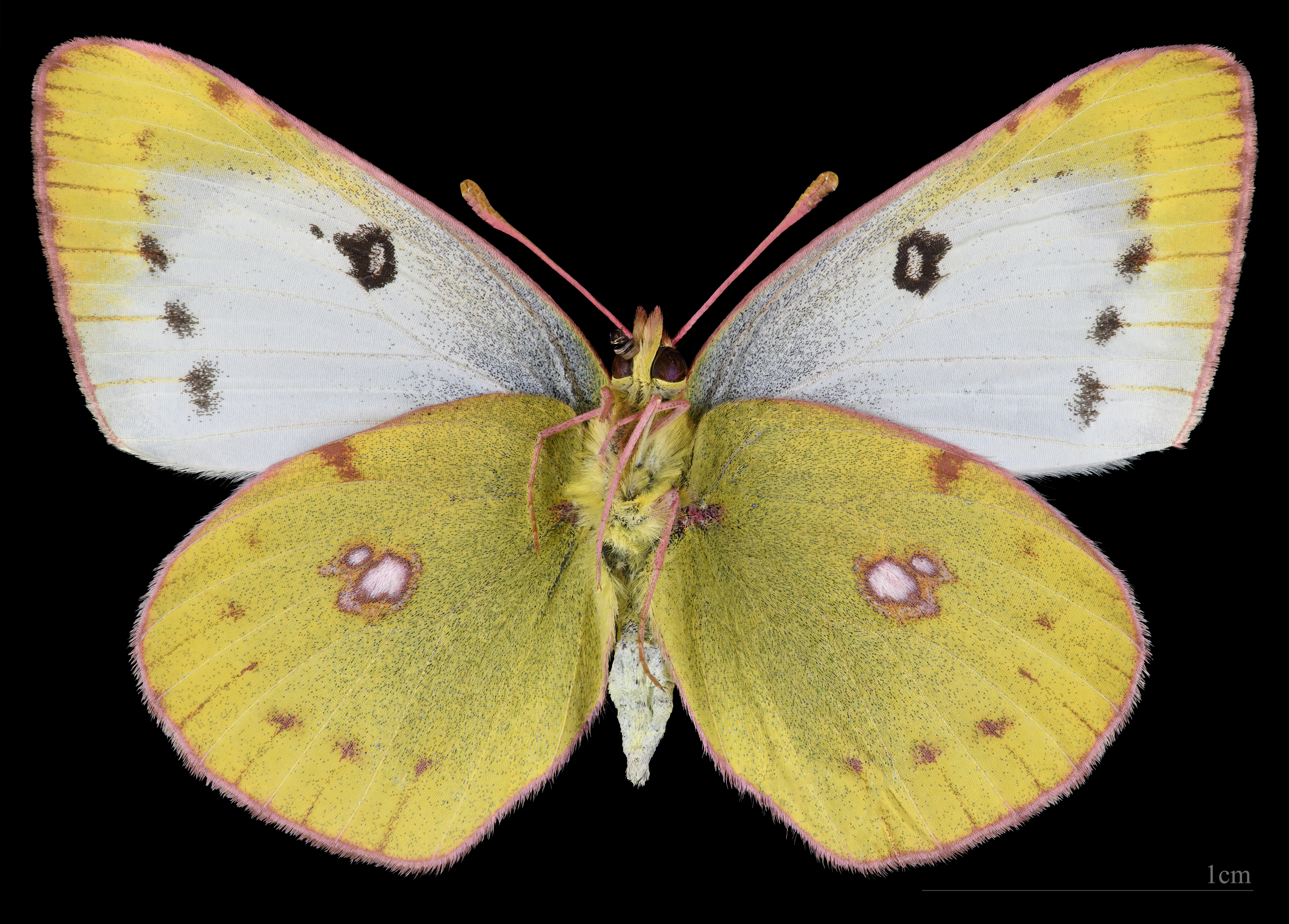
Colias hyale ♀ △

### Merkmale der Raupen
Die Raupen der Goldenen Acht unterscheiden sich nach der zweiten Häutung deutlich von den Raupen des Hufeisenklee-Gelblings (Colias alfacariensis). Beide Raupen sind grün, jedoch hat die Raupe des Hufeisenklee-Gelblings vier auffällige gelbe Linien mit schwarzen Punkten, während die Raupe der Goldenen Acht nur zwei dünne, grün-gelbe Seitenlinien mit orange-braunen Strichen besitzt. Die Raupe der Goldenen Acht ist jedoch kaum von der Raupe des Postillons (Colias crocea) zu unterscheiden.
Die Raupen überwintern und verpuppen sich im darauf folgenden Frühjahr als grüngelbe Gürtelpuppe.

### Unterarten
- Colias hyale alta Staudinger, 1886. Diese Unterart ist mit einer Spannweite von 36 bis 44 mm beim Männchen und 40 bis 46 mm beim Weibchen deutlich größer als eine der anderen bekannten Unterarten. Sie lebt in Waldlichtungen und auf alpinem Gebiet auf einer Höhe von 2500 bis 3600 Meter, wobei sie bis auf 2900 Meter am häufigsten ist. Vorkommen finden sich in Kirgisistan im Alai-Gebirge und in Tadschikistan im Ghissar-Gebirge, wo sie im August und September fliegen. Staudinger beschreibt die Männchen wie folgt:

„… mit sehr breitem schwarzen Apex und Außenrand der Vorderflügel in dem eine mehr oder minder breite gelbe Fleckenreihe steht. Auch die Hinterflügel haben einen ziemlich breiten schwarzen Außenrand, vor dem nach innen meist noch eine mehr oder minder vollständige schwarze Fleckenreihe steht … Auf den Hinterflügeln tritt die graue Bestäubung vor dem Innenrande so stark auf, wie dies sehr selten bei hyale anderer Lokalitäten ausnahmsweise der Fall ist.“
Der Status der Unterart ist nicht klar und wird von manchen Autoren als eigene Art Colias alta betrachtet.
- Colias hyale palidis Fruhstorfer, 1910. Diese Unterart ist mit einer Spannweite von 34 bis 40 mm beim Männchen und 32 bis 44 mm beim Weibchen eine eher kleine Unterart. Die Falter haben eine blasse grünliche-gelbe Grundfarbe, einen matten grauen Apikal-Fleck am Vorderflügel und einen kleinen Diskalpunkt. Auf den Hinterflügeln fehlt der schwarze Außenrand. Die Art wurde in Russland, Kasachstan und China nachgewiesen und fliegt je nach Region ab Juli/August bis September/Oktober.[10][11][Anmerkung 1]

### Ähnliche Arten
Die Goldene Acht (Colias hyale) bildet zusammen mit dem Hufeisenklee-Gelbling (Colias alfacariensis) einen Artkomplex. Da die Falter beider Arten viele Variationen ausbilden, können die beiden Arten weder habituell noch anhand einer Genitaluntersuchung differenziert werden. Informationen über den Lebensraum und die geographische Verbreitung liefern nur einen Hinweis, um welche der beiden Arten es sich handeln kann. Eine sichere Unterscheidung ist nur über die habituell völlig verschiedenen Raupen möglich.
- Hufeisenklee-Gelbling (Colias alfacariensis)
- Postillon (Colias croceus)
- Alpen-Gelbling (Colias phicomone)
- Hochmoorgelbling (Colias palaeno)
- Colias erate

## Verbreitung
Die Goldene Acht ist von Ostspanien bis Nordchina verbreitet. Da die Falter heiße Gebiete meiden, fehlen sie im Mittelmeerraum und in Südasien. In Norddeutschland und den Niederlanden sind sie nicht jedes Jahr anzutreffen. In England und Südskandinavien wandern sie gelegentlich ein. Die vertikale Verbreitung reicht von Meereshöhe bis auf über 2000 Meter.

## Habitat
Die Goldene Acht fliegt in der gesamten genutzten und ungenutzten Kulturlandschaft über offenem Gelände, besonders über Wiesen mit Klee und Luzerne, über Streuobstwiesen, Feuchtwiesen und Mager- und Trockenrasen. Für die Eiablage werden Wiesen und Weiden, Brachen, Ruderalgelände und Magerrasen (besonders Wacholderheide) bevorzugt.

## Lebensweise
Die Raupe der Goldenen Acht lebt an Kronwicke, verschiedenen Kleearten (Rot-Klee, Weiß-Klee, Stein-Klee, Hufeisenklee, Hopfenklee, Gewöhnlicher Hornklee), an verschiedenen Wickenarten (Rauhaarige Wicke, Viersamige Wicke, Vogel-Wicke) und Luzerne, an denen das Weibchen auch die Eier ablegt. Oft sitzt das Weibchen auf dem Boden und krümmt seinen Hinterleib nach vorn, um ein Ei auf die Blattoberseite einer kleinen, kümmerlichen Pflanze zu kleben.
Die Falter fliegen im Sommer violette und im Herbst gelbe Blüten an (unter anderem Luzerne, Bach-Kratzdistel, Wiesen-Flockenblume, Acker-Witwenblume, Oregano (Dost), Doldiges Habichtskraut, Natterkopf).
Die Goldene Acht fliegt in zwei Generationen in den Monaten Mai/Juni und August/September oder in drei Generationen von Mai bis Oktober. Die Raupen der ersten Generation leben im September und können nach der Überwinterung im April angetroffen werden. Die Larven der zweiten Generation können von Juni bis Juli beobachtet werden.

## Belege